# 붉은등수염사키
붉은등수염사키(Chiropotes chiropotes)는 사키원숭이과에 속하는 영장류의 일종이다. 이 종은 남아메리카에 사는 신세계원숭이의 한 종류인 사키원숭이 중 하나이다. 브라질과 베네수엘라에서 발견된다.